# Grasmere (See)
Grasmere ist ein See im Lake District in Cumbria, England.
Im Norden des Sees liegt der Ort Grasmere, der durch William Wordsworth bekannt wurde.
Der See ist 1540 m lang und 640 m breit. Der See liegt auf einer Höhe von 62 m und ist maximal 21 m tief.
Der Rothay fließt durch den See. Es gibt eine Insel im See, die The Island genannt wird.